# 曹淑敏
曹淑敏（1966年7月—），中华人民共和国政治人物、通信专家，生于河北省束鹿。曾任中共鹰潭市委书记、北京航空航天大学党委书记、中央网络安全和信息化委员会办公室（国家互联网信息办公室）副主任。现任中共中央宣传部副部长，国家广播电视总局局长、党组书记。中共第十八届、十九届、二十届中央候补委员。

## 生平
1992年4月参加工作，1990年12月加入中国共产党。1985年9月，在北京航空航天大学电子工程系电磁场与微波技术专业学习。1989年9月，在同一专业读研究生，1992年获得工学硕士学位。
1992年，历任邮电部电信传输研究所助理工程师、工程师。1995年，被任命为无线室副主任。半个月后，被破格提拔为电信传输研究所副所长，成为传输所有史以来最年轻的副所长。2001年7月，任信息产业部电信研究院第二事业部副主任。2002年9月，任信息产业部电信研究院副院长（其间：2004年11月-2007年11月，在中国人民大学/香港理工大学管理学专业学习，获管理学博士学位）。
2008年，当选第十一届全国政协委员，代表中国科学技术协会，分入第二十三组。并担任教科文卫体委员会专委。
2008年12月，任工业和信息化部电信研究院副院长。2011年4月，升任电信研究院院长。其后，任国家重大科技专项“新一代宽带无线移动通信网”技术副总师，国家信息化专家咨询委员会委员、国务院三网融合专家组成员、国务院反垄断专家组成员，中国通信标准化协会副理事长，工信部TD-LTE工作组组长、4G推进组组长等。2012年11月，当选中国共产党第十八届中央委员会候补委员。2014年6月，任中国信息通信研究院院长。
2016年8月，曹淑敏因央地交流空降至江西省，任中共鹰潭市委副书记、并被当局提名为市人民政府市长候选人，代理鹰潭市人民政府市长职务，同年11月正式当选为市长。2017年1月，接替陈兴超担任中共鹰潭市委书记，并于同年10月当选为中国共产党第十九届中央委员会候补委员。
2017年12月，曹淑敏回到北京，出任北京航空航天大学党委书记。 2018年11月，当选为兼职的全国妇联副主席。2021年12月，她转任中央网络安全和信息化委员会办公室（国家互联网信息办公室）副主任。2022年10月，当选中国共产党第二十届中央委员会候补委员。2023年5月，升任中共中央宣传部副部长，国家广播电视总局局长、党组书记，晋升正部长级。